# Піксі (зачіска)

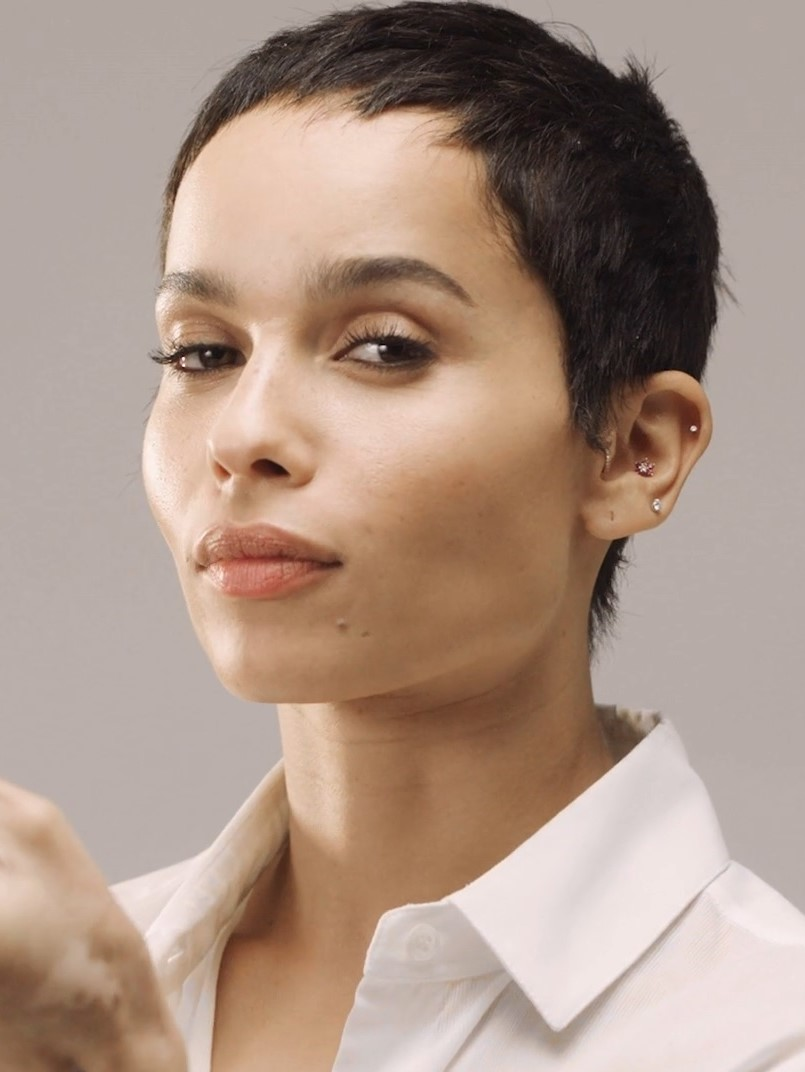
Зої Кравітц у 2020 році

Пі́ксі (від pixie — «фея» або «ельф») — жіноча зачіска з короткими бічними пасмами та довшим волоссям на маківці. Свою популярність ця зачіска отримала в 1950-х завдяки Одрі Гепберн, що з'явилася з нею в фільмі «Римські канікули». Зачіска піксі буває різної довжини — від ультракороткої до подовженої або асиметричного варіанта. У зачісці піксі можуть бути багато видів чубчиків: наприклад густих, подовжених, філірованих або покладених на бік.
Перевагами цієї зачіски є простота виконання і розмаїття образів на її базі. На основі цієї зачіски можна створити як вечірні образи, так і ділові.

## Різниця між піксі ігарсоном
Ці зачіски схожі, часто плутаються чи помилково ототожнюються. Головне, чим відрізняється гарсон від піксі — загальним оформленням. Гарсон вимагає рівних, акуратних (суворих) ліній, а в піксі, навпаки, лінії зачіски вільні і ламані. Зачіска піксі заснована на виконанні філірування «пір'їнками», а при виконанні гарсон важливо забезпечити плавні переходи, щоб зачіска була гладкою. Також є різниця в формі чубчика і переході від нижньої до верхньої частини потиличної зони. На відміну від «Піксі», у «Гарсон» зрізи не «рвані», філірування мінімальне, чубчик рівний і густий.